# Die Pfeffermühle

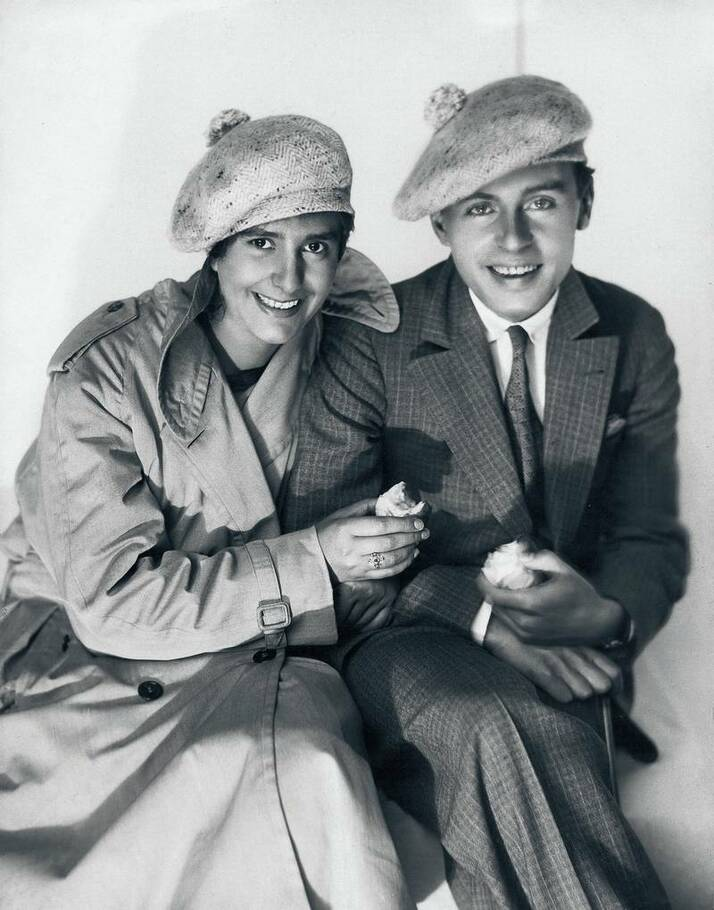
Erika e Klaus Mann, in una foto di Eduard Wasow (1927)

Die Pfeffermühle (trad.: Il macinapepe) è il nome di un cabaret politico antinazista fondato a Monaco nel 1933 dai fratelli Erika e Klaus Mann, l'attrice di successo Therese Giehse e il compositore e pianista Magnus Henning.
Mise in scena il suo primo spettacolo il 1º gennaio 1933 al Bonbonnière, nel centro storico di Monaco, vicino all'Hofbräuhaus, la birreria punto di ritrovo dei nazionalsocialisti, in cui Hitler aveva tenuto i suoi primi discorsi. Dopo due mesi di attività, gli arresti seguiti all'incendio del Reichstag, la nomina di Ritter von Epp a Reichskommissar della Baviera e le pesanti violenze e intimidazioni nei confronti degli ebrei, costrinsero gran parte della compagnia a lasciare la Germania.
Nel settembre dello stesso anno il Pfeffermühle riprese la sua attività a Zurigo, in Svizzera, diventando il primo teatro in esilio di lingua tedesca.
L'ultima delle oltre mille rappresentazioni messe in scena in Europa ebbe luogo a Salisburgo il 4 agosto 1936. Dopo aver tentato l'avventura negli Stati Uniti, dove era emigrata parte della troupe per sfuggire alle persecuzioni naziste, non avendo ottenuto il successo sperato, il Pfeffermühle si sciolse nel febbraio del 1937.

## Storia
Und Ihr allein, Ihr habt die ganze Macht!

Seht zu, dass es ein wenig warrner werde

In unserer schlimmen, kalten Wintemacht!»
E siete solo voi ad avere tutto il potere!

Fate in modo che faccia un po' più caldo

Nella nostra terribile, fredda notte d'inverno!»
(Erika Mann, Die Kälte, 1934)
Il primo a maturare l'idea di fondare un cabaret letterario concepito come cabaret politico, da cui sarebbe poi nato Die Pfeffermühle, fu il compositore e pianista Magnus Henning, amico di Erika Mann, che nell'inverno del 1932, dopo averle rivolto questa proposta, ricevette dall'amica, senza lavoro da oltre un anno, un'entusiastica approvazione.
Inizialmente poco interessata alla politica, Erika Mann, come giornalista e attrice, era divenuta bersaglio degli attacchi dei nazionalsocialisti nel 1932. Nel gennaio di quell'anno essi la presero di mira quando al congresso di Monaco delle donne pacifiste (Internationale Frauenversammlung für Frieden und Abrüstung) si espresse a favore del disarmo; nei loro giornali venne bollata come femminista "ebrea", "ruffiana degli schiavisti giudaici" e "iena pacifista". Anche se alla fine riuscì a portare in tribunale i giornalisti dell'Illustrierter Beobachter, settimanale del NSDAP, e ad ottenere un risarcimento per danni morali, era iniziata da parte del Partito Nazionalsocialista una sotterranea opera di boicottaggio della sua attività teatrale. Nel 1932, sotto la pressione della Lega militante per la cultura tedesca (Kampfbundes für deutsche Kultur), Erika Mann vide rescisso il contratto che il Bergwaldtheater di Weißenburg aveva da poco concluso con lei e nel giro di pochi mesi nessun teatro in Germania le diede lavoro.
Intenzionata a mettere in pratica la proposta di Henning, Erika riunì una troupe di dieci giovani artisti e attori di Monaco, la più importante dei quali era Therese Giehse, sua compagna, che all'epoca era già una celebre star del Münchner Kammerspiele, acclamata sia per il suo repertorio classico che per le opere d'avanguardia e per il genere burlesque.
Il nome del gruppo, Die Pfeffermühle, allusione ad un sottotesto "leggermente piccante", che avrebbe dovuto "condire" con critiche taglienti la "zuppa" letteraria, fu un'idea di Thomas Mann, che, durante una delle cene di famiglia, interrogato sul possibile nome da assegnare al cabaret, indicò il macinapepe a tavola e chiese: "Che ne dite?"; Erika lo ritenne un nome "allegro e innocuo" e approvò la scelta. Klaus Mann nel suo articolo intitolato «Che cos'è un macinapepe?» («Was will die Pfeffermühle?») scrisse: "Il cabaret letterario significa: critica, critica sociale, politica, artistica e satira."

### Componenti

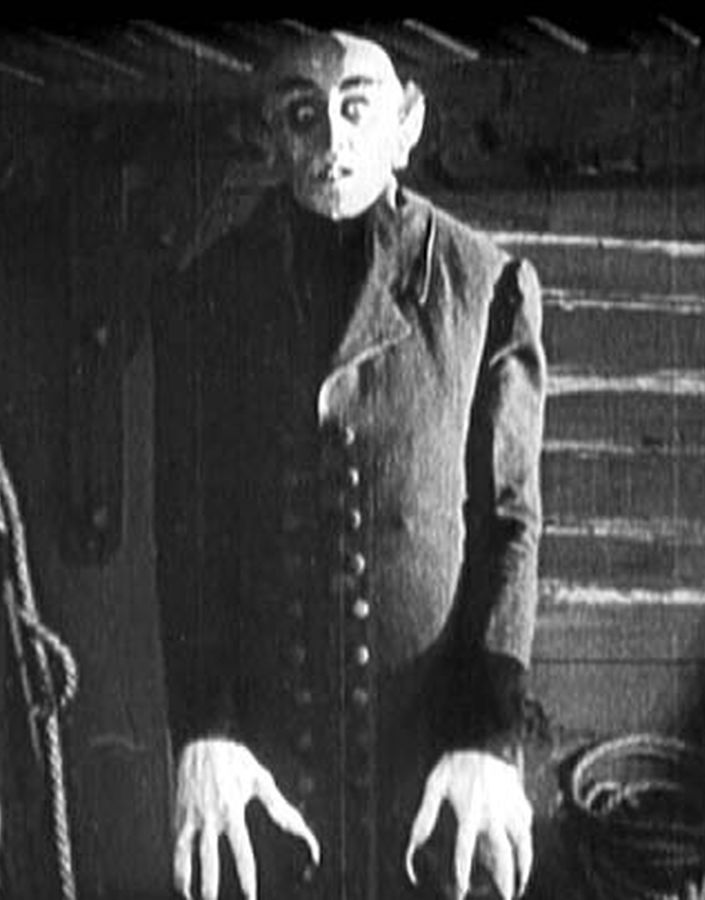
Max Schreck nel ruolo del conte Orlok in Nosferatu di Murnau(1922)

Dal 1933 al 1937 al cabaret presero parte 27 partecipanti, alcuni dei quali apparvero sul palco solo per pochi giorni o settimane.
Il nucleo principale era costituito dai membri fondatori: Henning, i fratelli Mann e Therese Giehse. Magnus Henning mise in musica quasi tutti i testi del Pfeffermühle, dall'inizio al suo scioglimento nel 1937; Erika Mann scrisse la maggior parte delle canzoni e dei testi - nel primo programma, delle tredici canzoni presentate, più della metà erano sue e di Klaus - e assunse spesso il ruolo di conduttrice e di attrice, nonché di regista e organizzatrice; Therese Giehse, con la quale Erika intratteneva un rapporto sentimentale oltre che professionale, si esibiva in molte scenette e cantava, e - grazie alla sua pluriennale esperienza - spesso assumeva la direzione degli spettacoli.
Klaus Mann, paroliere di alcune canzoni, ma mai apparso sul palco, lodandola per il suo talento recitativo, defin̟ì quest'ultima la seconda anima del gruppo, dopo quella della sorella: "la sua vitalità e intensità mozzafiato, la sua capacità di commuovere il pubblico, di suscitare orrore e risate, l'avevano già resa la star del Kammerspiele di Monaco al momento della sua fondazione."
Secondo Andrea Weiss, studioso statunitense autore di un libro su Klaus ed Erika Mann, Klaus avrebbe svolto nel gruppo un ruolo secondario, definendolo "il bambino di Erika", "o meglio la custodia congiunta di Erika e Therese".
All'esperienza del Pfeffermühle collaborarono scrittori come Walter Mehring, già autore di testi per altri cabaret, e, occasionalmente, Wolfgang Koeppen e Hans Sahl; andarono in scena attori famosi come Max Schreck, che aveva interpretato il ruolo di Nosferatu nell'omonimo film di Murnau e Sybille Schloß, attrice del Kammerspiele di Monaco con Therese Giehse e, come lei, allontanata dalle scene ufficiali perché ebrea.
Del nucleo fondativo fecero parte la coppia di ballerini Edwin Demby e Claire Eckstein, che già avevano lavorato nel cabaret politico-letterario berlinese Die Katakombe di Werner Finck. Dal 1934 presero parte al Pfeffermühle anche la ballerina di Dresda Lotte Goslar, allieva di Mary Wigman, arricchendo il programma con la sua danza espressionista, e nel periodo 1935-1936 la ballerina e attrice viennese Cilli Wang, costretta nel 1938 a fuggire in Olanda a causa delle persecuzioni antiebraiche.

### Debutto
Il locale scelto per la prima fu la Bonbonnière di Monaco, un teatro di varietà del centro storico che aveva già ospitato noti cabarettisti e autori come Frank Wedekind e Kurt Tucholsky e che si trovava molto vicino all'Hofbräuhaus, una birreria molto frequentata dai nazionalsocialisti. Il debutto avvenne il Capodanno del 1933, ventinove giorni prima che Hitler venisse nominato Cancelliere del Reich; il successo ottenuto alla prima fu enorme.

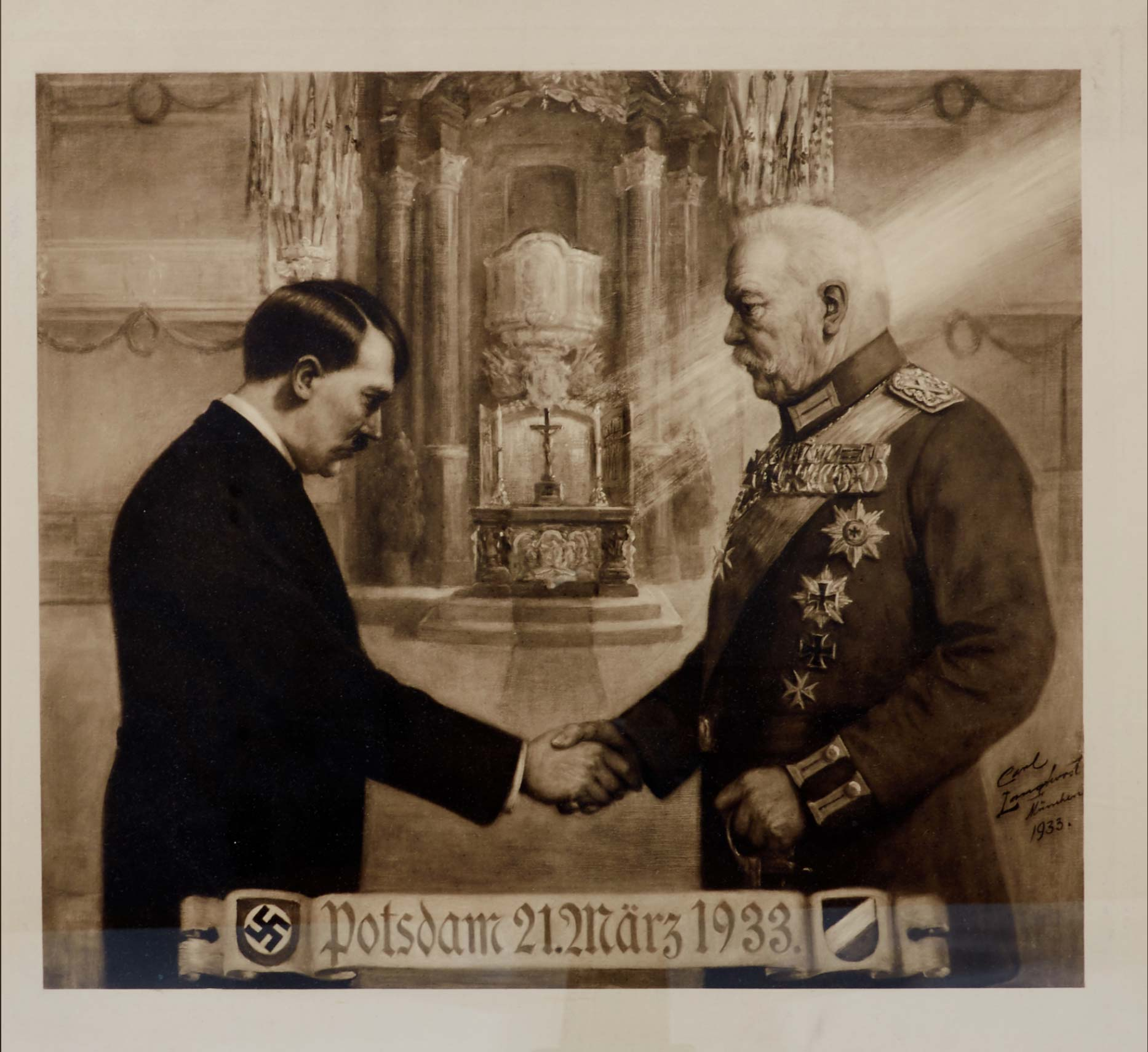
Cartolina d'epoca in cui Adolf Hitler, da poco nominato Cancelliere, saluta il Presidente Paul von Hindenburg a Potsdam il 21 marzo 1933

#### Primo programma: 1-31 gennaio 1933
I testi del primo spettacolo non contenevano riferimenti diretti al regime nazista, non erano ancora politicamente espliciti, preferendo un eclettismo dei temi comprensivo di messaggi allusivi, facilmente decifrabili dal pubblico: per tutta la sua esistenza il principio del Pfeffermühle fu "attaccare, ma non fare nomi; evidenziare, ma non denunciare”.
Il grande successo ottenuto alla prima, e proseguito per l'intero mese di gennaio con il tutto esaurito, a parere di Erika Mann sarebbe dipeso dalla popolarità goduta dai due membri di punta della compagnia - Therese Giehse, ammirata dallo stesso Hitler, e il musicista Magnus Henning - dalla freschezza dei testi e dall'autenticità del messaggio artistico.

### Febbraio-marzo 1933
La nomina di Hitler a Cancelliere il 30 gennaio 1933 non fece desistere il gruppo del Pfeffermühle dal proseguire gli spettacoli, così come riporta Erika Mann nella sua corrispondenza: "Non siamo rimasti in silenzio quella sera di febbraio in cui il “Führer” tenne il suo discorso inaugurale come Cancelliere del Reich all'Hofbräuhaus, a fianco della nostra "Bonbonnière”. Nella nostra sala, come sempre sovraffollata, c'era il signor Frick [Wilhelm Frick, ministro degli Interni del Reich] intento a scarabocchiare. Qui ha creato la sua lista nera."

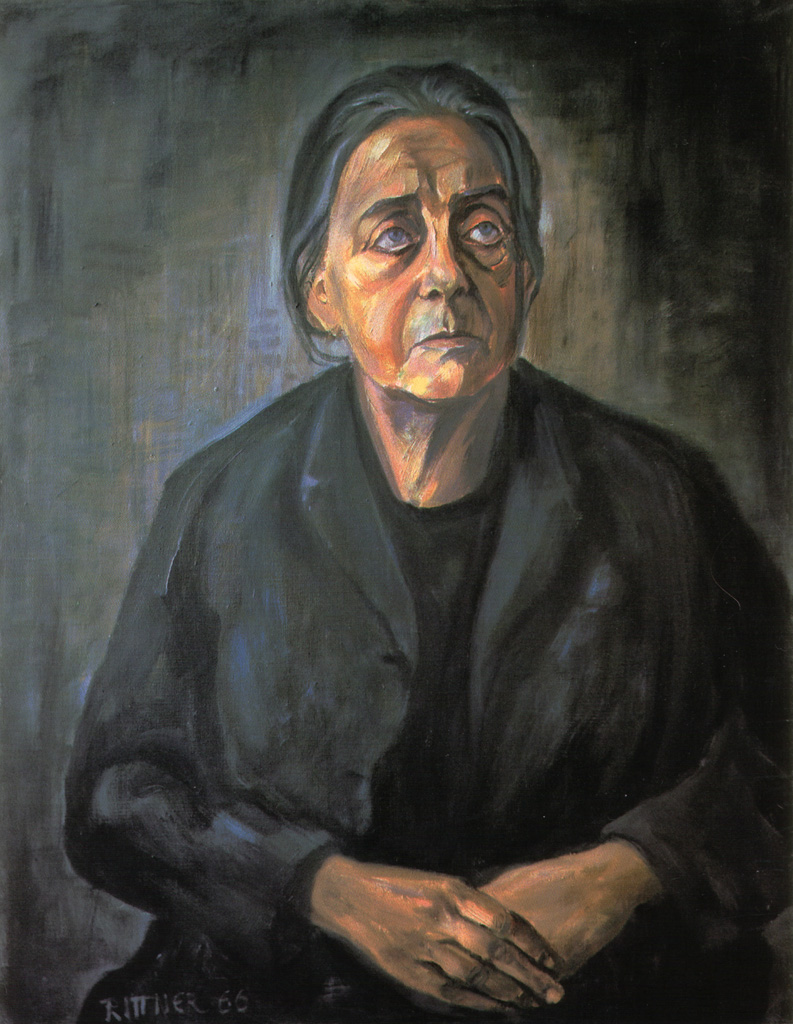
Ritratto di Therese Giehse nel ruolo di Madre Coraggio nell'opera teatrale di Bertolt Brecht, 1966

#### Secondo programma: 1-28 febbraio 1933
Il secondo spettacolo portato in scena dal Pfeffermühle, inaugurato con la rappresentazione del 1º febbraio 1933, proseguì per tutto il mese; era composto da un totale di diciassette numeri (di cui nove conservati) e anche se il tono della maggior parte dei testi si manteneva mite, il messaggio politico si era fatto più chiaro. In almeno due di essi vi era un riferimento diretto all'ideologia e agli slogan del programma del NSDAP.
Nella canzone intitolata Schönheitskönigin (Reginetta di bellezza) Terese Giehse interpretava il ruolo di un'abile correttrice dei lineamenti del viso, garantendo un'esistenza serena a coloro che, possedendo difetti fisiognomici, si ponevano fuori dai canoni stabiliti dal nuovo ideale di bellezza tedesca. Nel successivo testo Harlekin Erika Mann, vestita per la prima volta da Pierrot, un costume che le conferiva una nota di malinconia e di tristezza e che avrebbe indossato anche nei successivi spettacoli, prendeva di mira le bugie raccontate dai leader della vita pubblica tedesca, terminando tuttavia con un messaggio di speranza e invitando il pubblico ad opporsi alla propaganda del Male.
Gli eventi nel frattempo precipitarono: il 27 febbraio l'incendio del Reichtag, sede del Parlamento tedesco, e la successiva dichiarazione da parte del presidente Hindenburg dello stato d'emergenza e la sospensione dei diritti previsti dalla Costituzione di Weimar, aprirono la strada al regime nazista.
Il 5 marzo 1933, alle elezioni del Reichstag, il NSDAP vinse con quasi il 44% dei voti; il 9 marzo fu costretto a dimettersi il primo ministro bavarese Heinrich Held e Franz Ritter von Epp, collaboratore di lunga data di Hitler, ricevette la carica di Reichskommissar per la Baviera.
Temendo di essere raggiunti dall'ondata di repressione e arresti, quattro giorni dopo Erika e Klaus Mann ripararono in Svizzera, dove già da gennaio risiedevano i genitori, seguiti da altri membri del Pfeffermühle. Come raccontò Erika Mann in una conversazione alcuni decenni più tardi: "Era impensabile continuare a gestire Die Pfeffermühle. I membri più importanti, Magnus Henning, Therese Giehse, Sybille Schloss, sono partiti con noi poco dopo la partenza di Klaus e la mia a metà marzo. Avevamo deciso: avremmo continuato fuori."

### Esilio a Zurigo e tournée in Svizzera
Il Pfeffermühle riprese con successo la sua attività il 30 settembre 1933 a Zurigo, diventando il primo teatro in esilio di lingua tedesca. La sede degli spettacoli divenne l'Hotel Hirschen, che diversi anni prima aveva ospitato le rappresentazioni del Cabaret Voltaire.

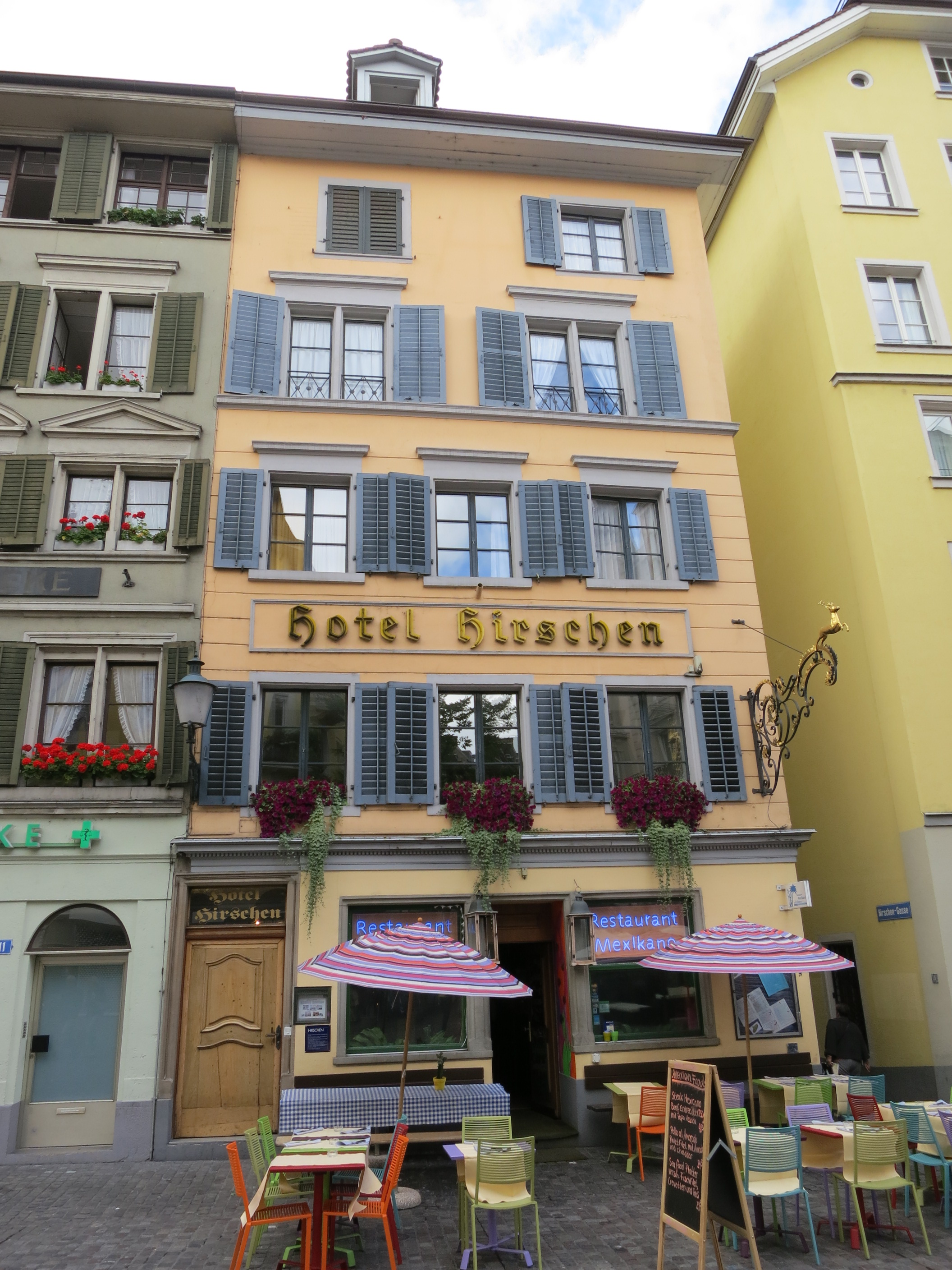
Hotel Hirschen di Zurigo, dove si svolsero gli spettacoli del Pfeffermühle

A Zurigo il cabaret era fiorito nel dopoguerra, aveva raggiunto il culmine con il Cabaret Voltaire, fondato nel 1916, ed era prosperato solo per poco tempo grazie all'affermazione del dadaismo, per poi spegnersi repentinamente. Quando il Pfeffermühle iniziò i suoi spettacoli, erano da circa dieci anni che il pubblico non assisteva a rappresentazioni riconducibili a quel genere. Solo poco dopo l'avvio dell'attività della compagnia tedesca a Zurigo, nel 1934, venne fondato, quasi interamente da autori svizzeri, il cabaret Das Cornichon, di ispirazione antinazista, che, come Die Pfeffermühle, si esibì presso l'Hotel Hirschen.
L'atteggiamento di gran parte degli svizzeri nei confronti degli emigranti non era benevolo: in essi vedevano il pericolo della diffusione delle idee comuniste e, in un contesto di crisi economica, ne temevano la concorrenza sul mercato del lavoro. Per favorire la concessione da parte delle autorità svizzere del permesso di avviare un'attività artistica, Erika Mann reclutò come artista locale l'attore e regista svizzero Max Werner Lenz, futuro componente della compagnia del Cornichon, che pur non esibendosi con Die Pfeffermühle, acconsentì all'utilizzo fittizio del suo nome.
Vennero inoltre inseriti nell'organico musicisti svizzeri: l'attore Robert Trösch e la pianista Valska Hirsch.
Rispetto all'originaria composizione del gruppo Die Pfeffermühle, la troupe che si esibì in esilio in Svizzera era in parte cambiata: al nucleo centrale costituito da Erika Mann, Teresa Giehse e Magnus Henning, e a Sybille Schloss che avrebbe lasciato il gruppo a fine maggio del 1935, si sarebbero aggiunti l'attore russo Igor Pahlen e le ballerine Lotte Gosslar e Cilli Wang.

#### Primo programma in esilio: 30 settembre-31 ottobre 1933
Lo spettacolo messo in scena alla prima, il 30 settembre 1933, cui assistettero Thomas Mann, la moglie e il figlio Golo, comprendeva numeri già rappresentati a Monaco e nuovi testi, per la maggior parte scritti da Erika Mann.
Il pezzo più audace, la canzone Frau X, con musiche di Magnus Henning, vedeva Teresa Giehse nel ruolo di una matrona piccolo-borghese, eletta ad esempio, nelle strofe abilmente cantate, delle considerazioni tipiche del sostenitore ed elettore medio del partito di Adolf Hitler.

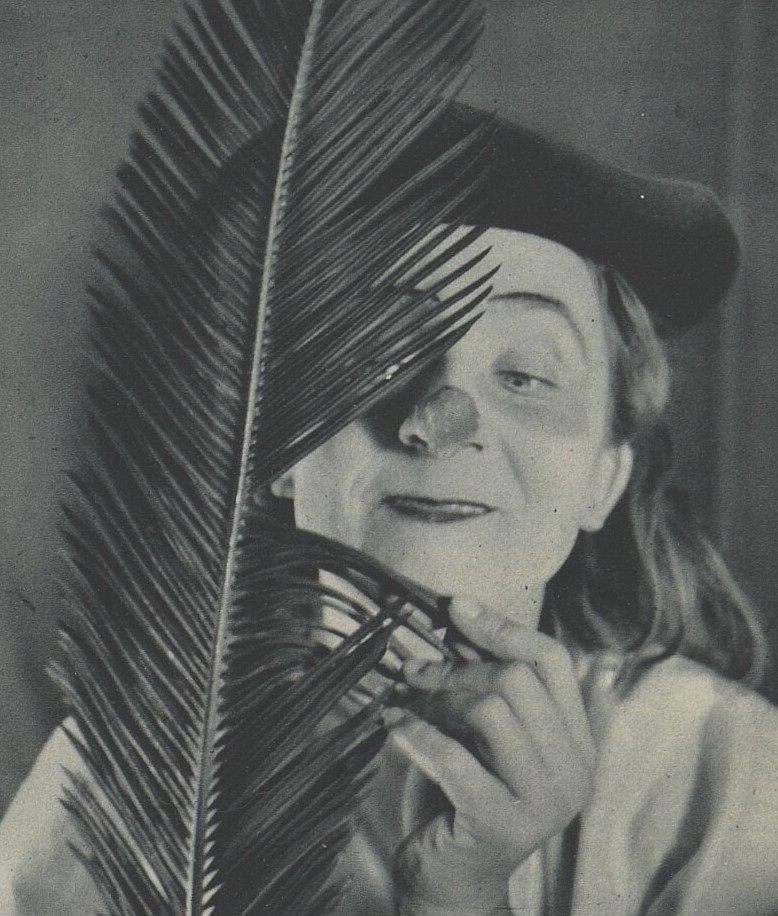
La ballerina Lotte Goslar, 1935

Lo spettacolo venne definito da Klaus Mann “più piccante che mai”, anche se una lettura posteriore dei testi porterebbe a ritenerli non particolarmente pericolosi: la cautela, infatti, era d'obbligo, considerando, in un contesto di ascesa del nazismo, le incognite legate alla condizione della compagnia, ospite di un altro paese, la scarsa abitudine del pubblico di assistere a un cabaret "politico", e l'apprensione per possibili rappresaglie nei confronti dei parenti rimasti in Germania.
Il successo di pubblico non trovò corrispondenza con le recensioni provenienti sia dai giornali di destra che da sinistra: la stampa conservatrice definì il Pfeffermühle il “teatro dell'emigrante”; quella di sinistra lo accusò di "assenza di impegno nella lotta di classe”.
Le rappresentazioni a Zurigo durarono fino alla fine di ottobre 1933; da novembre la compagnia intraprese una tournée, con esiti contrastanti, in diverse città della Svizzera tedesca: Berna, Basilea, Sciaffusa, San Gallo e Winterthur.

#### Secondo programma in esilio: 1º gennaio 1934-ottobre 1934
Il secondo programma in esilio, intitolato Kaltes Grauen, venne messo in scena al ritorno a Zurigo il 1º gennaio 1934. Sempre accolto con successo, era costituito da ventiquattro numeri, oltre la metà di nuova composizione e tutti, ad eccezione di uno, scritti da Erika.
I riferimenti al Terzo Reich apparivano ora più evidenti, come nelle canzoni Die Krankenschwester (L'infermiera) e Die Dummheit (Stupidità); quest'ultima era cantata da Therese Giehse posta su un piedistallo monumentale, come un'eroina, con un costume che simboleggiava la Germania. Die Dummheit avrebbe ricevuto le lodi del filosofo e scrittore Ludwig Marcuse, che su Pariser Tageblatt nel gennaio 1934 scrisse che "chiunque l'abbia vista non considererà più la parola stupidità in termini astratti".
La canzone di chiusura, Die Kälte, sarebbe diventata in seguito la più citata e la più rappresentativa della storia del gruppo: cantata da Erika Mann vestita da Pierrot, con un tono malinconico che diventava disperato, parlava del freddo che aveva invaso il mondo e dell'indifferenza alla sofferenza e alle disgrazie che aveva colpito i suoi abitanti, invitandoli a intervenire per placare la "fredda notte d'inverno".
Anche se indiretti, spesso nascosti in riscritture ironiche delle fiabe tradizionali e di canzoni popolari, i riferimenti al contesto politico erano facilmente riconoscibili. Temi come il riarmo e la disoccupazione, il regime dittatoriale di Hitler, l'antisemitismo, venivano trattati con toni che andavano dal comico al grottesco, mescolando canzoni, pastiche, scenette con testi leggeri, intermezzi musicali e di danza. La formula che Thomas Mann, spettatore fedele, usò ripetutamente per definire gli spettacoli del Pfeffermühle fu "miscela di audacia e purezza”.
Il 6 gennaio 1934 l'ambasciatore tedesco inviò una protesta alla Procura federale svizzera criticando il permesso di soggiorno e di lavoro concesso dal governo elvetico a Erika Mann, ritenuta colpevole di "azioni contro la Germania", richiedendo che venissero vietati i suoi spettacoli perché canzonavano la situazione politica tedesca. La Procura, pochi giorni dopo, rispose negativamente, sostenendo che «Die Pfeffermühle non reca alcun attacco all'onore del governo tedesco o al popolo tedesco. Si tratta semplicemente di commenti satirici mantenuti in una forma decorosa e che non danno luogo ad alcuna necessità di intervento».
Nei mesi di agosto e settembre 1934 la compagnia si esibì nel Canton Ticino e a Lucerna, sempre con il vecchio programma, e in ottobre a Basilea.

#### Terzo programma in esilio: novembre 1934-agosto 1936
Al rientro a Zurigo, a novembre, venne presentato un nuovo spettacolo, non più all'Hirschen, ma al neonato Cabaret Cornichon, nella sala Kursaal sull'Alpenquai.
Particolare successo ottennero la canzone Die Hexe (La strega) con Therese Giehse nella parte di una strega che viveva nascosta nella foresta e veniva incolpata di ogni disgrazia, finalmente felice che gli ebrei l'avessero sostituita come "capro espiatorio dell'umanità" ("Die Juden mich entlasten", trad.: "Gli ebrei mi scagionano"), e l'interpretazione di Erika Mann vestita con un elmetto, una frusta e l'uniforme delle SS, recitava, nello stile delle fiabe dei fratelli Grimm, Der Prinz von Lügenland, attaccando le menzogne su cui i nazisti avevano costruito il loro dominio:
Ich will die Wahrheit überdauern.

Verbogen hinter Lügenmauern,

Halt ich den wahrsten Stürmen stand.
Ich misch das Gift, ich schür den Brand,

Nur so schutz ich mein Reich vor Kriegen.

Wer mir nicht glaubt, den straf ich Lügen,

Ich selbst, der Prinz von Lügenlandǃ»
la verità voglio scavalcare,

celata dietro muri di bugie.

Alle più vere burrasche tengo testa.
Mescolo veleni, attizzo il fuoco,

solo così raggiungo lo scopo di proteggere il mio regno dalle guerre.

Chi non mi crede sarà da me accusato

di esser menzognero, proprio da me

che principe bugiardo son Stato incoronato!»
(Erika Mann, Der Prinz von Lügenland, in Paola Sorge, 
Kabarett! : satira, politica e cultura tedesca in scena dal 1901 al 1967, Roma, 2014)

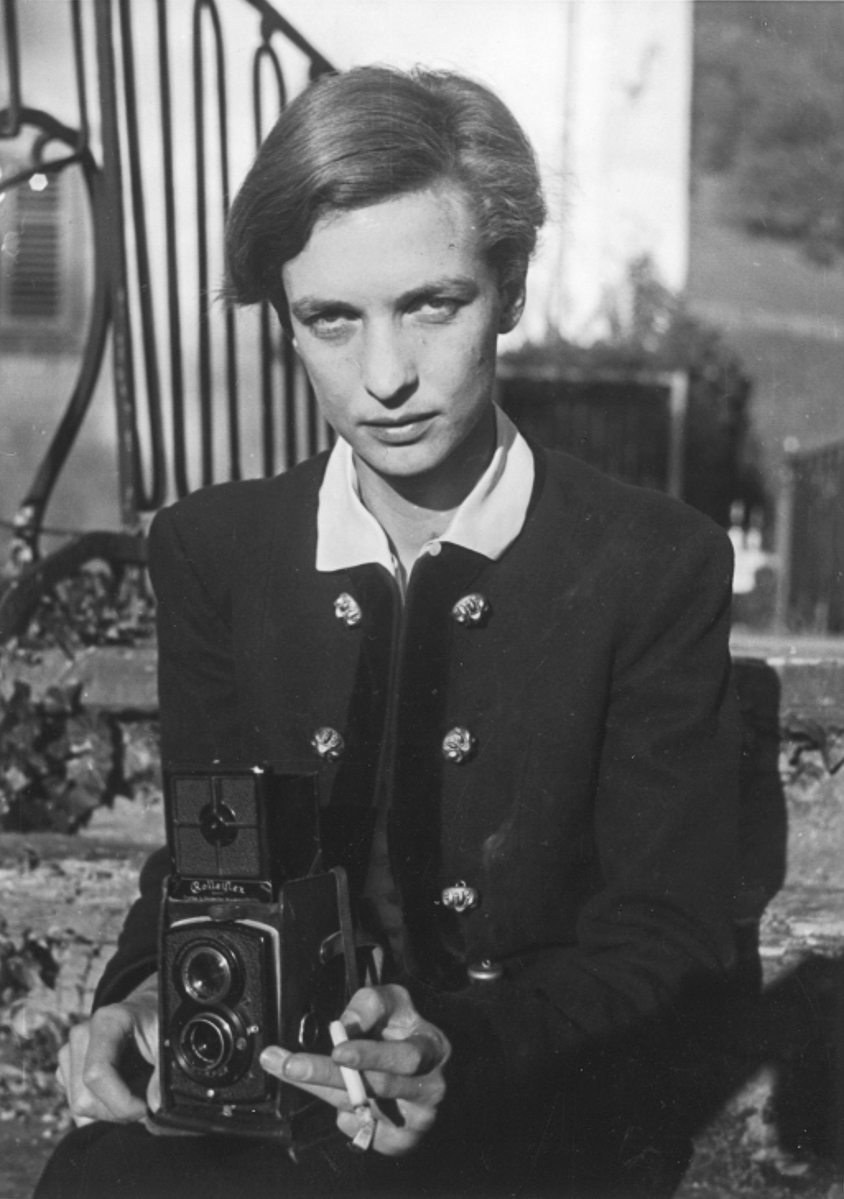
Annemarie Schwarzenbach, una delle finanziatrice del Pffermühle

Il 12 novembre, prendendo di mira gli spettacoli del Pfeffermühle, scoppiarono dei disordini ad opera di esponenti del Fronte Nazionale svizzero, un'organizzazione creata nel 1933, su modello delle squadre d'assalto naziste (SA), che indussero la polizia a intervenire per garantire lo svolgimento degli spettacoli.
Il principale organizzatore di questi attacchi, che proseguirono per circa due giorni con risse e scontri in piazza con la polizia, venne individuato nell'attivista dell'organizzazione James Schwarzenbach, figlio di famosi imprenditori dell'industria tessile; le proteste ripresero il 21 novembre 1934 con la richiesta da parte degli attivisti del Fronte di vietare gli spettacoli del "cabaret di emigranti ebrei".

Secondo Erika Mann James Schwarzenbach sarebbe stato spinto soprattutto da motivi di vendetta personale, a causa di una canzone presentata nello spettacolo, Weil ich will (Perché vogliono), che la sua famiglia avrebbe avvertito come denigratoria nei confronti del generale Ulrich Wille, nonno di James. La cugina di James, e nipote di Ulrich Wille, era Annemarie Schwarzenbach, giornalista e scrittrice, sostenitrice dei circoli dell'emigrazione antinazista, amante di Erika e amica dei suoi fratelli fin dagli anni venti, finanziatrice del Pfeffermühle e del periodico di emigranti Die Sammlung di Klaus Mann.

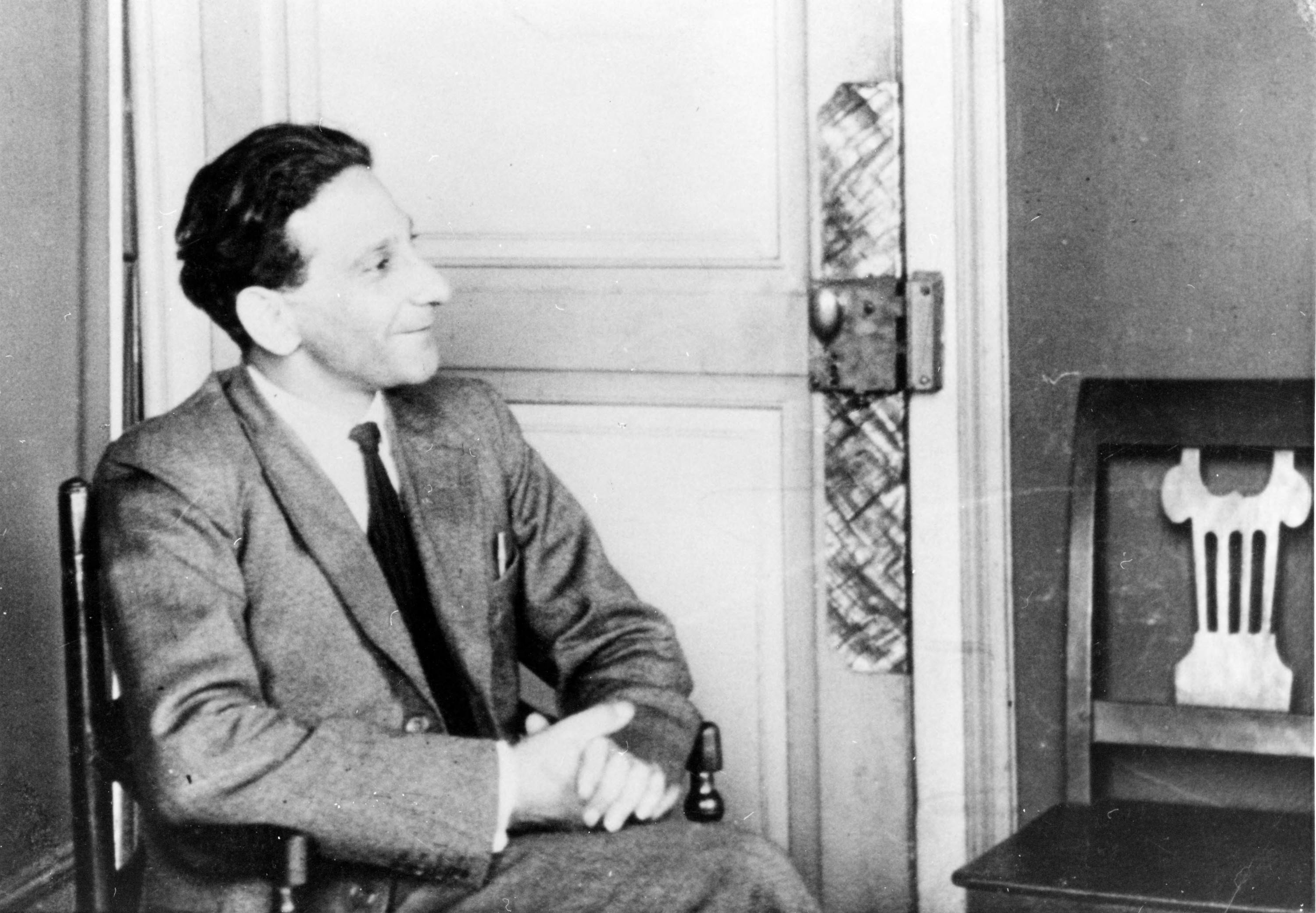
Il giornalista e pacifista tedesco Berthold Jacob, rapito nel 1935 dalla Gestapo in territorio svizzero e condotto a forza in Germania

In quello stesso periodo, la polizia venne informata del pericolo di aggressione e di rapimento di Erika Mann ad opera di nazisti con l'intento di riportarla a forza in Germania, un'ipotesi plausibile considerati altri assassini e rapimenti orditi dalla Gestapo in Svizzera, come sarebbe stato il caso del giornalista tedesco Berthold Jacob sequestrato nel marzo 1935. In precedenza, il caso più clamoroso di omicidio politico era avvenuto in Cecoslovacchia, dove nel 1933, il filosofo tedesco Theodor Lessing era stato assassinato da sicari tedeschi a Marienbad.
L'ultima esibizione a Zurigo ebbe luogo il 30 novembre 1934, davanti a una sala gremita; nelle settimane successive la compagnia tedesca intraprese una nuova tournée nelle città svizzere.
Nel 1935 le proteste sempre più pressanti, gli attacchi dei nazisti tedeschi e le critiche di giornali conservatori come Neue Zürcher Zeitung, indussero il cantone di Zurigo a vietare gli spettacoli del Pfeffermühle, un provvedimento in seguito applicato anche al Canton Argovia, Turgovia e Soletta; le ragioni sostenute, dal carattere nazionalista e protezionista, facevano appello alla necessità di impedire alla popolazione spese superflue in tempi di crisi, o alla dovuta tutela dei lavoratori locali, minacciati dalla concorrenza di artisti di altri paesi.
L'8 giugno 1935 venne revocata a Erika Mann la cittadinanza tedesca in quanto "ideatrice intellettuale" dell' "antitedesco Pfeffermühle"; per acquisire la cittadinanza britannica una settimana dopo si sposò, in un matrimonio di reciproca convenienza con il poeta inglese omosessuale Wystan H. Auden, mai incontrato prima.

### Tournée in Europa (1934-1936)
Impossibilitata ad esibirsi in Svizzera, alla fine del 1934 la compagnia iniziò una tournée in Cecoslovacchia, Belgio, Lussemburgo e Paesi Bassi, davanti a un pubblico prevalentemente di lingua tedesca e a numerosi emigranti dalla Germania, realizzando nel corso di un anno e mezzo oltre ottanta spettacoli.
In Cecoslovacchia si esibì tre volte nei mesi di gennaio e febbraio 1935; nella stagione successiva, ad agosto, le autorità praghesi controllarono preventivamente i testi dello spettacolo che sarebbe andato in scena quattro settimane dopo, e un giorno prima della rappresentazione li restituirono dopo averne censurato due terzi.
In Olanda, dove il 16 aprile 1936 ebbe luogo la millesima rappresentazione, gli spettacoli suscitarono forti proteste da parte dei nazionalsocialisti e di artisti locali timorosi della concorrenza. Il governo ritirò alla troupe la licenza, e contro tale decisione si sollevarono proteste da parte di molti giornali che ebbero eco persino in Parlamento.

Fino all'ultima rappresentazione in Europa, il 14 agosto 1936, il Pfeffermühle diede 1.034 rappresentazioni.

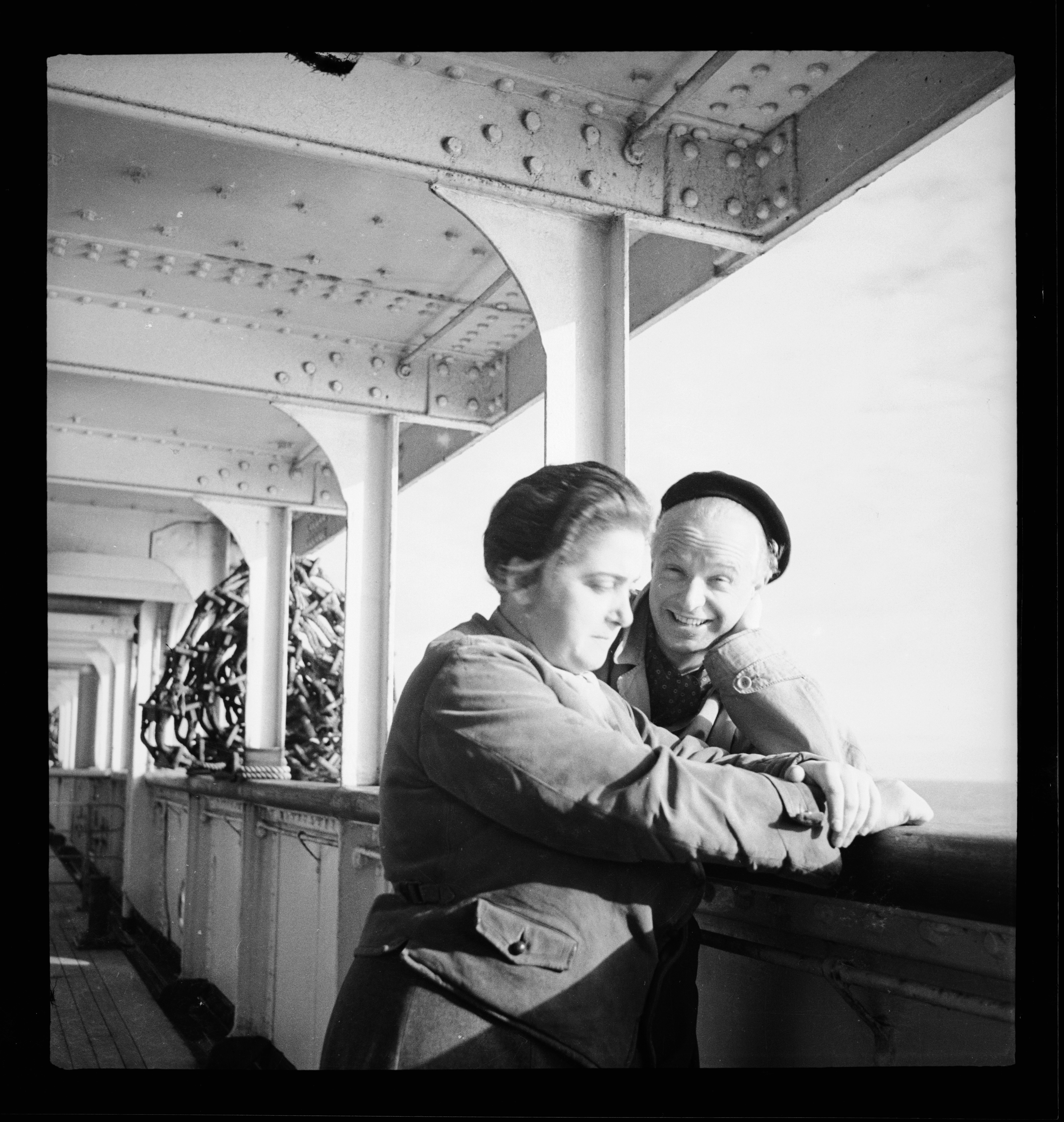
Therese Giehse e Magnus Henning su una nave diretta negli Stati Uniti nel 1936. Foto di Annemarie Schwarzenbach

### New York e scioglimento del Pfeffermühle (1937)
Quando la pressione dei nazionalsocialisti in Europa si fece troppo forte, la troupe decise di trasferirsi a New York; la maggior parte dei componenti si incontrò a New York il 25 novembre 1936.
Uno dei principali problemi da affrontare risultò essere quello linguistico: la traduzione dei testi e delle canzoni incontrò grosse difficoltà, in parte ridotte dalla collaborazione del marito di Erika Mann, il poeta britannico Wysthan H. Auden.
La prima, in cui la compagnia debuttò con il nuovo nome inglese Peppermill, ebbe luogo a New York il 5 gennaio 1937 in una piccola sala del Chanin Building, all'angolo tra Lexington Avenue e 42nd Street, e gli spettacoli durarono una settimana.
Il successo sperato non arrivò; fin dal debutto le recensioni dei giornali locali furono particolarmente tiepide e a distanza di poche settimane, durante le quali il Peppermill si esibì davanti a studenti e docenti della New York School for Social Research e di fronte ad pubblico costituito da emigranti europei, il gruppo teatrale si sciolse definitivamente. Finanziariamente al collasso, la compagnia trovò un mecenate che saldò i debiti contratti.
Le cause dell'insuccesso sono state attribuite a diversi fattori: l'assenza di una vera tradizione di cabaret in America e la mancanza di interesse da parte del pubblico per gli argomenti trattati;̈ le difficoltà interpretative degli attori che dovevano cimentarsi con una lingua che non padroneggiavano; le diversità linguistiche e culturali che non avrebbero consentito ai critici letterari newyorchesi di apprezzare le sfumature, le allegorie e le allusioni su cui si basava gran parte del programma, nato in un contesto tedesco; l'affermato isolazionismo statunitense degli anni trenta, riluttante a qualsiasi forma di coinvolgimento negli affari europei e quindi indifferente al messaggio politico del Pfeffermühle.
Klaus Mann commentò che Die Pfeffermühle era destinato fin da principio a fallire, perché «i suoi mezzi espressivi sono troppo raffinati e sommessi per far colpo sul mediocre spettatore di "show" all'americana».
Dopo lo scioglimento, le vite artistiche dei componenti del gruppo seguirono vie diverse: Therese Giehse rimase negli Stati Uniti ancora per pochi mesi, poi tornò in Europa, dove entrò a far parte della compagnia dello Schauspielhaus di Zurigo, acquistando fama per le sue interpretazioni delle opere di Bertolt Brecht; Magnus Henning, tornato a Monaco divenne direttore musicale del cabaret Simplicissimus e durante la guerra prestò servizio nella sezione culturale ed educativa della Wehrmacht. Lotte Goslar e Sybille Schloß rimasero negli Stati Uniti, così come Erika Mann, che con libri, conferenze e attività di docenza cercò di sensibilizzare gli americani sul pericolo rappresentato dalla Germania nazista e dal totalitarismo: "Erika Mann era cambiata: la cabarettista era diventata un'oratrice politica. La parodia di Hitler lasciò spazio alla documentazione, al persiflage, all'informazione autentica". Con la fine del Pfeffermühle, dopo un breve soggiorno in Europa, nell'agosto del 1937 iniziò il suo esilio negli Stati Uniti.

## Stile e influenze
Darf keiner mehr die Wahrheitreden»
Nessuno può più dire la verità»
(Erika Mann, Prinz von Lügenland)

### Il cabaret politico

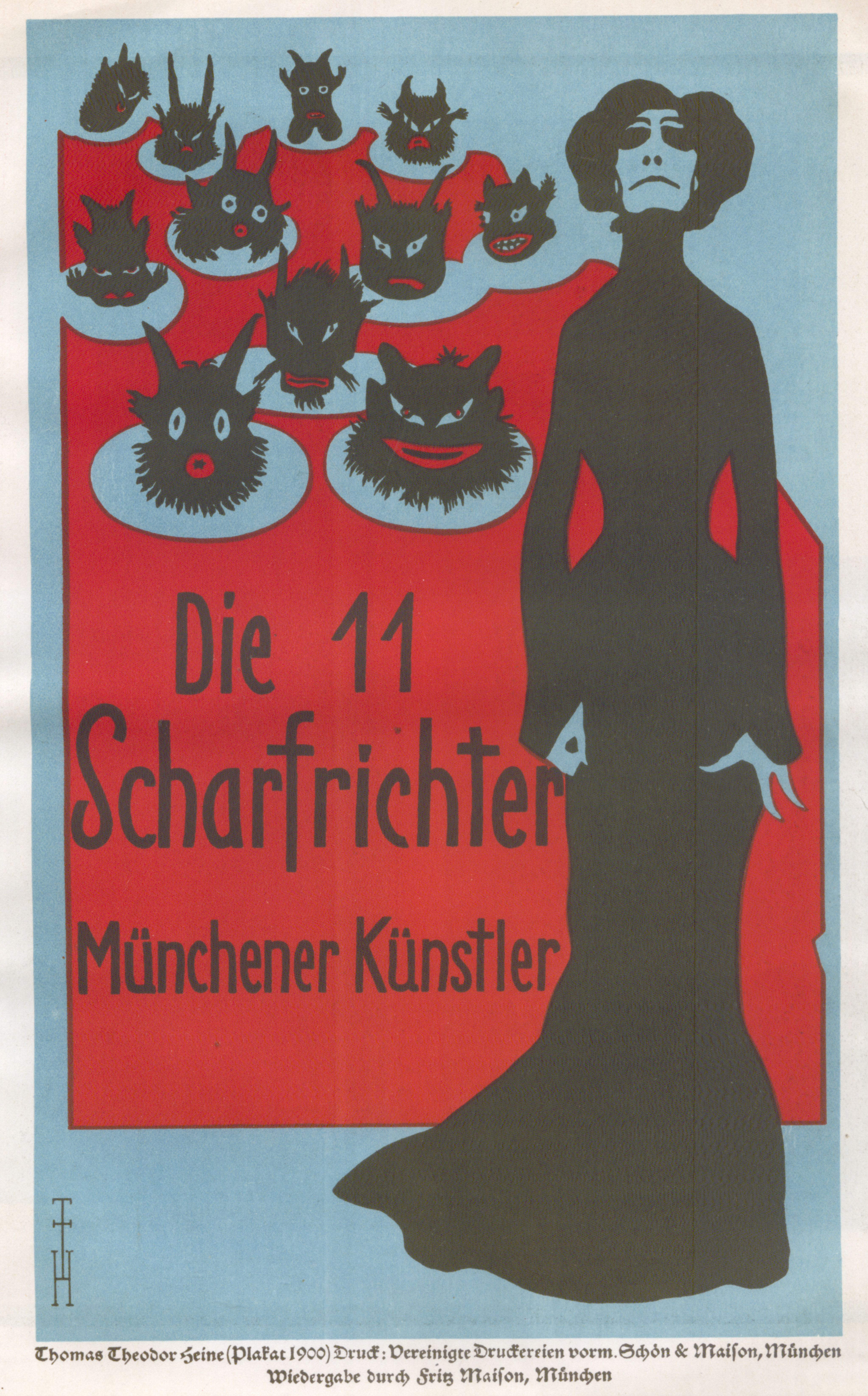
Die Elf Scharfrichter in un poster di Thomas Theodor Heine (1917)

I primi cabaret in Germania sorsero all'inizio del Novecento; a Berlino nel 1901, su modello dei cabaret parigini, Ernst von Wolzogen fondò il Buntes Theater (Überbrettl) e pochi mesi dopo, a Monaco, fu la volta de Die elf Scharfrichter (Gli Undici Boia), il primo cabaret politico di lingua tedesca, nel quale un gruppo di giovani scrittori e artisti - rappresentato con tuniche rosso sangue, cappuccio calato e scure in mano, in segno di protesta contro l’allora dilagante censura dello stato contro gli artisti - sperimentò diversi generi e stili. Il suo membro di spicco era Frank Wedekind, autore di commedie, romanzi, poesie, ammirato dal pubblico soprattutto come cantautore, e condannato a sei mesi di prigione, tra il 1899 e il 1900, per una poesia satirica sul Kaiser Guglielmo, interpretata come lesa maestà.
Dopo la prima guerra mondiale, l'avvento della Repubblica di Weimar e l'abolizione della censura, Berlino divenne il centro del cabaret tedesco. Uno dei tratti distintivi degli anni venti furono le canzoni politiche che sbeffeggiavano i burocrati, i governanti, la ricca borghesia e sottoponevano a critica eventi legati all'attualità; Kurt Tucholsky, poeta, giornalista e scrittore, uno dei più importanti autori satirici tedeschi, collaborò con diversi cabaret, scrivendo canzoni per lo Schall und Rauch, il Wilde Bühne, il Nelson-Theater, Die Katakombe.
Nella sua autobiografia, Erika Mann afferma che il primo spettacolo del Pfeffermühle rappresentava il tentativo di continuare la tradizione dei cabaret di Tucholsky e di Wedekind. Wedekind, protagonista di pièce messe in scena alla Bonbonnière, dove il “Pfeffermühle” iniziò la sua carriera artistica, era anche molto ammirato da Klaus Mann che lo riteneva "uno dei più grandi drammaturghi tedeschi”.
Il Pfeffermühle trasse ispirazione anche dalle esperienze del teatro di varietà e dei Café-concert, dai testi di cabaret di Klabund, dalle poesie umoristiche di Joachim Ringelnatze, dal non sense di Christian Morgenstern, integrando musiche e scritti satirici di altri autori, come l'attivista anarchico Erich Mühsam, che era stato collaboratore del cabaret Simplicissimus, e del drammaturgo Walter Mehring, collaboratore con il regista teatrale e attore Max Reinhardt allo spettacolo di debutto del secondo Schall und Rauch.
Una delle cifre stilistiche del Pfeffermühle consisteva nella “strategia indiretta” di denuncia del regime nazista. Nei testi i riferimenti e le critiche politiche, gli attacchi al Terzo Reich comparivano per lo più in chiave grottesca o allegorica, dietro canzoni, parabole e fiabe riprese dalla tradizione, anche se gli spettacoli durante l'esilio si fecero via via più espliciti e taglienti, continuando a registrare un successo di pubblico; altrettanto forte, pervasiva, diretta e determinata, estesa oltre i confini, si fece la risposta dei nazisti.
Dopo aver visto lo spettacolo del Pfeffermühler ad Amsterdam, lo scrittore austriaco Joseph Roth nella primavera del 1935 così scrisse ad Erika Mann: «La ringrazio per la bella serata trascorsa nel suo teatro. Ho la sensazione di doverLe dire questo: Lei fa 10 volte di più contro la barbarie di noi tutti scrittori messi assieme. Ciò mi fa provare un senso di vergogna, ma nello stesso tempo mi rincuora fortemente.»